# Maurycja
Maurycja – imię żeńskie pochodzenia łacińskiego, żeński odpowiednik imion Maurycy i Maurycjusz. Wywodzi się od słowa oznaczającego „pochodząca z Mauretanii”, „Maur”.
Maurycja imieniny obchodzi 10 lipca. 